# Куп Кариба 1990.
Куп Кариба 1990. (познат као Шел Куп Кариба због спонзорства) било је друго издање Купа Кариба, основано од стране ФСК, једне од КОНКАКАФ зона. Домаћин финалног дела турнира је био Тринидад и Тобаго.
Такмичење није завршено, турнир је прекинут када је Џамат ал Муслимен покушао државни удар против тадашње владе Тринидада и Тобага. Турнир је потпуно напуштен након што је тропска олуја Артур присилила отказивање последње рунде игара. Тринидад и Тобаго су се у финалу требали састати са Мартиником, а Јамајка и Барбадос у мечу за треће место.
Укупно, са квалификацијама, је одиграно 29 утакмица, док су 2 утакмице остале неодигране. Утакмице које нису одигране су биле једна за треће место а друга је финална. Због свих ових разлога нови шампион није промовисан и такође најболји стрелац нити најбољи играч турнира.

## Куп Кариба 1990. − квалификације

### Учесници
| Коло                  | Репрезентације                                                                                    | Укупно |
| --------------------- | ------------------------------------------------------------------------------------------------- | ------ |
| Прелиминарно коло     | - Свети Мартин Хол. - Кајманска Острва - Свети Мартин Фр. - Ангвила - Британска Девичанска Острва | 5      |
| Почели у Групној фази | - Тринидад и Тобаго (домаћин)                                                                     | 1      |

| Почели квалификације | Група А - Гренада - Суринам - Холандски Антили - Гвајана | Група Б - Сент Винсент и Гренадини - Мартиник - Француска Гвајана - Доминика | Група Ц - Барбадос - Бермуди - Света Луција - Антигва и Барбуда | Група Д - Јамајка - Сент Китс и Невис - Свети Мартин Фра. - Гваделуп | Укупно - 16 |

### Прелиминарно коло
У овој рунди било је 5 учесника. Победник овог кола придружио се групи Д. Подаци о утакмицама се не могу преузети, осим за 1 коло.  
- Свети Мартин Хол.
- Кајманска Острва
- Свети Мартин Фра.
- Ангвила
- Британска Девичанска Острва

| Свети Мартин Фра.                           | 3 : 0 | Британска Девичанска Острва |
| ------------------------------------------- | ----- | --------------------------- |
| Еди Козијер 4’ · Хавијер Ројбиплејн 50’ 65’ |       |                             |

−−−−
| Свети Мартин Хол.   | 1 : 1 | Кајманска Острва  |
| ------------------- | ----- | ----------------- |
| Филип Монвастин 62’ |       | локсли Хејлок 59’ |

 Свети Мартин (Француска)  се квалификовао даље и придружује се у  групу Д.

### Група А
| Репрезентација   | Ута. | Поб. | Нер. | Изг. | ГД | ГП | ГР | Бод. |
| ---------------- | ---- | ---- | ---- | ---- | -- | -- | -- | ---- |
| Гренада          | 3    | 1    | 2    | 0    | 4  | 2  | +2 | 4    |
| Суринам          | 3    | 1    | 1    | 1    | 7  | 4  | +3 | 3    |
| Холандски Антили | 3    | 0    | 3    | 0    | 3  | 3  | 0  | 3    |
| Гвајана          | 3    | 0    | 2    | 1    | 1  | 6  | –5 | 2    |

| Гренада | 1—1 | Холандски Антили |
| ------- | --- | ---------------- |
|         |     |                  |

| Суринам | 5—0 | Гвајана |
| ------- | --- | ------- |
|         |     |         |

| Гренада | 3—1 | Суринам |
| ------- | --- | ------- |
|         |     |         |

| Гвајана | 1—1 | Холандски Антили |
| ------- | --- | ---------------- |
|         |     |                  |

| Холандски Антили | 1—1 | Суринам |
| ---------------- | --- | ------- |
|                  |     |         |

| Гвајана | 0—0 | Гренада |
| ------- | --- | ------- |
|         |     |         |

### Група Б
| Репрезентација           | Ута. | Поб. | Нер. | Изг. | ГД | ГП | ГР | Бод. |
| ------------------------ | ---- | ---- | ---- | ---- | -- | -- | -- | ---- |
| Сент Винсент и Гренадини | 3    | 2    | 1    | 0    | 5  | 3  | +2 | 5    |
| Мартиник                 | 3    | 2    | 0    | 1    | 4  | 1  | +3 | 4    |
| Француска Гвајана        | 3    | 0    | 2    | 1    | 3  | 7  | 0  | 2    |
| Доминика                 | 3    | 0    | 1    | 2    | 2  | 3  | –1 | 1    |

| [[Фудбалска репрезентација Мартиника {{{altlink2}}}\|Мартиник]] | 4—0 | Француска Гвајана |
| --------------------------------------------------------------- | --- | ----------------- |
|                                                                 |     |                   |

| Сент Винсент и Гренадини | 2—1 | Доминика |
| ------------------------ | --- | -------- |
|                          |     |          |

| Доминика | 1—1 | Француска Гвајана |
| -------- | --- | ----------------- |
|          |     |                   |

| Сент Винсент и Гренадини | 1—0 | Мартиник |
| ------------------------ | --- | -------- |
|                          |     |          |

| Француска Гвајана | 2—2 | Сент Винсент и Гренадини |
| ----------------- | --- | ------------------------ |
|                   |     |                          |

| [[Фудбалска репрезентација Мартиника {{{altlink2}}}\|Мартиник]] | v | Доминика |
| --------------------------------------------------------------- | - | -------- |
|                                                                 |   |          |

### Група Ц
| Репрезентација    | Ута. | Поб. | Нер. | Изг. | ГД | ГП | ГР | Бод. |
| ----------------- | ---- | ---- | ---- | ---- | -- | -- | -- | ---- |
| Барбадос          | 3    | 2    | 1    | 0    | 3  | 1  | +2 | 5    |
| Бермуди           | 3    | 1    | 2    | 0    | 5  | 3  | +2 | 4    |
| Света Луција      | 3    | 1    | 0    | 2    | 2  | 3  | –1 | 2    |
| Антигва и Барбуда | 3    | 0    | 1    | 2    | 2  | 5  | –4 | 1    |

| Бермуди | 2—2 | Антигва и Барбуда |
| ------- | --- | ----------------- |
|         |     |                   |

| Барбадос | 1—0 | Света Луција |
| -------- | --- | ------------ |
|          |     |              |

| Барбадос | 1—0 | Антигва и Барбуда |
| -------- | --- | ----------------- |
|          |     |                   |

| Света Луција | 0—2 | Бермуди |
| ------------ | --- | ------- |
|              |     |         |

| Бермуди | 1—1 | Барбадос |
| ------- | --- | -------- |
|         |     |          |

| Антигва и Барбуда | 0—2 | Света Луција |
| ----------------- | --- | ------------ |
|                   |     |              |

### Groep D
| Репрезентација    | Ута. | Поб. | Нер. | Изг. | ГД | ГП | ГР | Бод. |
| ----------------- | ---- | ---- | ---- | ---- | -- | -- | -- | ---- |
| Јамајка           | 3    | 2    | 1    | 0    | 4  | 0  | +4 | 5    |
| Сент Китс и Невис | 2    | 1    | 0    | 1    | 2  | 3  | –1 | 2    |
| Свети Мартин Фра. | 2    | 1    | 0    | 1    | 2  | 2  | 0  | 2    |
| Гваделуп          | 3    | 0    | 1    | 2    | 1  | 4  | –3 | 1    |

Утакмица између Саинт Китс и Невиса и Светог Мартина (Француска) је непозната и можда није ни одиграна.
| Јамајка | 3—0 | Сент Китс и Невис |
| ------- | --- | ----------------- |
|         |     |                   |

| Свети Мартин Фра. | 2—1 | Гваделуп |
| ----------------- | --- | -------- |
|                   |     |          |

| Сент Китс и Невис | 2—0 | Гваделуп |
| ----------------- | --- | -------- |
|                   |     |          |

| Јамајка | 1—0 | Свети Мартин Фра. |
| ------- | --- | ----------------- |
|         |     |                   |

| Гваделуп | 0—0 | Јамајка |
| -------- | --- | ------- |
|          |     |         |

## Завршни турнир

### Групна фаза
| Репрезентација           | Квалификација  | Број учешћа | Најбоље перформансе |
| ------------------------ | -------------- | ----------- | ------------------- |
| Тринидад и Тобаго        | Домаћин        | 2           | Победник            |
| Јамајка                  | поз. 1 Група Д | 1           |                     |
| Гренада                  | поз. 1 Група А | 2           | друго               |
| Мартиник                 | поз. 2 Група Б | 1           |                     |
| Барбадос                 | поз. 1 Група Ц | 2           | групна фаза         |
| Сент Винсент и Гренадини | поз. 1 Група Б | 2           | групна фаза         |

#### Група А
| Репрезентација    | Ута. | Поб. | Нер. | Изг. | ГД | ГП | ГР | Бод. |
| ----------------- | ---- | ---- | ---- | ---- | -- | -- | -- | ---- |
| Тринидад и Тобаго | 2    | 1    | 1    | 0    | 5  | 0  | +5 | 3    |
| Јамајка           | 2    | 0    | 2    | 0    | 0  | 0  | 0  | 2    |
| Гренада           | 2    | 0    | 1    | 1    | 0  | 5  | –5 | 1    |

| Тринидад и Тобаго | 5:0 | Гренада |
| ----------------- | --- | ------- |
|                   |     |         |

| Гренада | 0:0 | Јамајка |
| ------- | --- | ------- |
|         |     |         |

| Тринидад и Тобаго | 0:0 | Јамајка |
| ----------------- | --- | ------- |
|                   |     |         |

### Група Б
| Репрезентација           | Ута. | Поб. | Нер. | Изг. | ГД | ГП | ГР | Бод. |
| ------------------------ | ---- | ---- | ---- | ---- | -- | -- | -- | ---- |
| Мартиник                 | 2    | 1    | 1    | 0    | 4  | 2  | +2 | 3    |
| Барбадос                 | 2    | 1    | 1    | 0    | 5  | 4  | +1 | 3    |
| Сент Винсент и Гренадини | 2    | 0    | 0    | 2    | 2  | 5  | –3 | 0    |

| Барбадос | 2:2 | Мартиник |
| -------- | --- | -------- |
|          |     |          |

| [[Фудбалска репрезентација Мартиника {{{altlink2}}}\|Мартиник]] | 2:0 | Сент Винсент и Гренадини |
| --------------------------------------------------------------- | --- | ------------------------ |
|                                                                 |     |                          |

| Барбадос | 3:2 | Сент Винсент и Гренадини |
| -------- | --- | ------------------------ |
|          |     |                          |

### Утакнмица за треће место
| Барбадос | Није одиграно | Јамајка |
| -------- | ------------- | ------- |
|          |               |         |

### Финале
| Тринидад и Тобаго | Није одиграно | Мартиник |
| ----------------- | ------------- | -------- |
|                   |               |          |